# دیوید پایپ
دیوید پایپ (انگلیسی: David Pipe؛ زادهٔ ۵ نوامبر ۱۹۸۳) بازیکن فوتبال اهل بریتانیا است.
از باشگاه‌هایی که در آن بازی کرده‌است می‌توان به باشگاه فوتبال بریستول راورز، باشگاه فوتبال فارست گرین راورز، باشگاه فوتبال چلتنهام تاون، باشگاه فوتبال نیوپورت کانتی، باشگاه فوتبال کاونتری سیتی، و باشگاه فوتبال نوتس کانتی اشاره کرد.
وی همچنین در تیم‌های ملی فوتبال زیر ۲۱ سال ولز و ولز بازی کرده‌است.